# Eガール

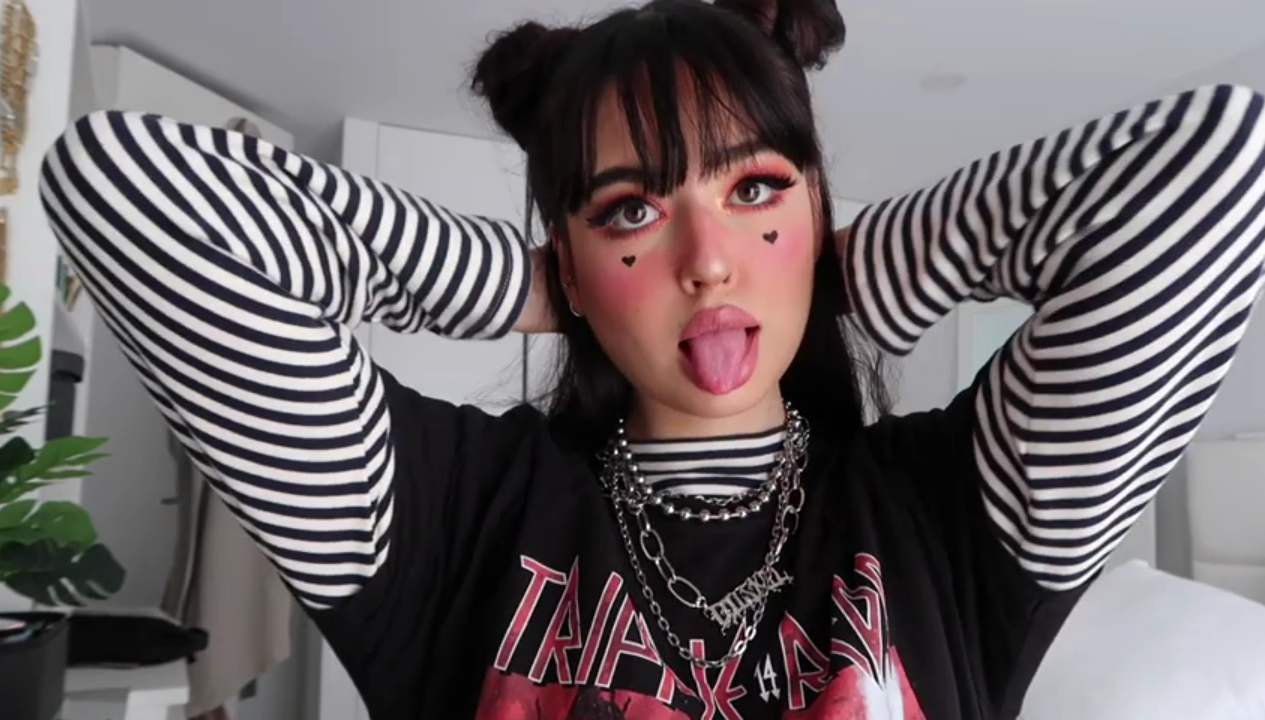
eガール

eガール（イーガール、e-girl、electronic girl）は、2010年代後半に登場した若者のサブカルチャーであり、ほぼソーシャルメディア上だけで見られ、特にビデオ共有アプリTikTokで普及している。その外見は、スケートボードカルチャー、1990年代から2000年代のファッション、日本のアニメ、K-POP、ヒップホップ、ゴス、レイブからインスピレーションを受けている。ミュージシャンのビリー・アイリッシュ、リル・ピープ、スーサイドボーイズやスカーロードがこのサブカルチャーに影響を与えた。
eガールの動画は好色な傾向があり、時には露骨に性的であることがある。目をむいたり舌を突き出したりする、アヘ顔と呼ばれるオーガズムを模倣した表情が一般的に行われる。

## 著名なeガール
- ベル・デルフィン[10]
- ドージャ・キャット[11]